# Тёмный туризм

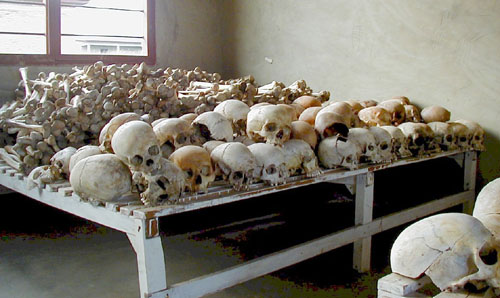
Кости убитых во время геноцида в Руанде, представленные в Мурамбийском центре памяти геноцида

Тёмный туризм или мрачный туризм (англ. dark tourism), чёрный туризм (англ. black tourism), скорбный туризм (англ. grief tourism), танатотуризм (англ. thanatourism) — разновидность туризма, связанная с посещением мест и достопримечательностей исторически связанных со смертью и трагедией. Кроме того, существует мнение, что это понятие обязательно должно охватывать идейных туристов посещающих соответствующие места, поскольку сама символичность места не способна сделать человека «тёмным туристом». Также важным для достопримечательности является её историческая ценность, а не только отождествление со смертью и страданием.

## История
На протяжении истории человечества существовали различные места и мероприятия, связывавшие воедино туризм и смерть, как, например, бои гладиаторов в римском колизее, места совершения публичной казни и катакомб. Кроме того, такими местами являлись Виа Долороза, гробницы фараонов и Лондонский Тауэр.
В 1839 году в Великобритании была проведена первая железнодорожная экскурсия в Корнуолл для посещения места проведения казни двух осуждённых убийц. А уже в середине XIX века британским предпринимателем Томасом Куком были устроены и проведены первые поездки туристов на места сражений времён Гражданской войны в США. А спустя несколько лет после окончания Крымской войны под началом американского писателя Марка Твена туристы посетили Севастополь.
В 1937 году после трагической гибели дирижабля «Гинденбург» к месту его крушения около военно-морской базы Лейкхерст в Нью-Джерси туристические агентства начали устраивать поездки туристов.

## Поле исследования
Несмотря на то, что ещё в древности имела место традиция посещения мероприятий, так или иначе связанных со смертью, само научное изучение всего это началось сравнительно недавно. Патрик О’Рурк назвал своё путешествие в Варшаву, Манагуа и Белфаст как «выходные в преисподней», Крис Роджек в 1993 году писал о туризме «чёрной метки», а Грэм М. С. Данн о «выжимании ужаса».
Понятие «тёмный туризм» впервые было введено в научный оборот в 1996 году сотрудниками факультета гостеприимства, туризма и менеджмента досуга Каледонского университета Джоном Ленноном и Малькольмом Фоли, а понятие «танатотуризм» в том же году впервые предложил профессор туристического маркетинга Стратклайдского университета А. В. Ситон.

### Гостеприимство и туризм
В этой междисциплинарной области учёными были проведены исследования многих вещей. Леннон и Фоли расширили свою первоначальную идею, выразив сожаление о том, что «учтивость и вкус не преобладают над экономическими соображениями» и что «вина за преступления не может лежать исключительно на плечах собственников, но и также и на туристах, поскольку без их спроса не было никакого предложения».

### Экономика
Сотрудники факультета туризма и менеджмента досуга Ланкаширской школы бизнеса Университета Центрального Ланкашира Филип Стоун и Ричард Шарпли рассматривали тёмный туризм через призму того места на рынке, которое он занимает. Ими было предложено новое понятие «продукт тёмного туризма», а также рассмотрены его спрос, предложение и потребление. Сотун и Шарпли опубликовали большое количество теоретических работ по теме тёмного туризма и основали Институт тёмного туризма. В 2005 году Стоун высказал предположение, что «в современном обществе люди постоянно потребляют смерть и страдания в туристической оболочке, по-видимому, через образование и/или развлечение» и призвал исследовать «сферу потребления тёмного туризма» для того, чтобы «выявить модели потребительского поведения, которые охватывают современные социально-культурные проявления смерти и умирания». В 2006 году Стоун рассмотрел «диапазон продукта тёмного туризма», утверждая, что «некоторые поставщики [тёмного туризма] возможно […] осуществляют передел каких-то особенностей, представлений, характеристик продукта, которые затем могут быть свободно переведены во всевозможные „оттенки тьмы“». Его типология туристических мест связанных со смертью состоит из семи положений упорядоченных от наиболее светлого к наиболее тёмному:
1. тёмная индустрия развлечений
2. тёмные выставки
3. темницы
4. тёмные места усопших (кладбища и отдельные могилы)
5. тёмные места поклонений
6. тёмные места вооружённых столкновений
7. тёмные места геноцида (туризм геноцида)

В 2008 году Стоун и Шарпли выдвинули гипотезу о том, что сбор тёмных туристов в местах связанных с горем и смертью свидетельствует о безнравственности, что заставляет задуматься о морали.

### Психология, философия и антропология
Исследования в этих областях направлены на понимание мотивации и значения тёмного туризма в равной степени для туристов и разработчиков маршрута программы тематических туристических мест и достопримечательностей, как учёт социально-культурной среды. Так Максимилиано Костанье было описание придание статуса священного месту трагедии в ночном клубе «Республика Кроманьон», произошедшей 30 декабря 2004 года в Буэнос-Айресе. Он отметил, что просто место памяти превратилось в «святилище, которое не только сопротивлялось тому, чтобы стать местом туризма, но и продолжает внушать глубокую скорбь в общественном представлении», и что «чувство общности сократило разрыв между обществом и официальными лицами». Также Костанье было высказано предположение, что «тёмный туризм может выступать в качестве средства жизнестойкости, помогая обществу восстановиться после стихийного бедствия или катастрофы, формой одомашнивания смерти в секуляризованном мире».

## Туристические места
Достопримечательностями для тёмного туризма являются замки и поля сражений, такие как Каллоден в Шотландии, Бран и Поенари в Румынии, а также тюрьмы (например, тюрьма в городе Бомарис на острове Англси, выставка Джека-потрошителя в музее истории тюрем «Лондонский Донжон»), места связанные со стихийными бедствиями и антропогенными катастрофами, такие как Мемориальный парк мира в Хиросиме в Японии, Чернобыль на Украине и Граунд-Зеро в Нью-Йорке в США.
Кроме того, тёмный туризм охватывает места, где произошёл геноцид или другие зверства: музей Холокоста в бывшем лагере смерти Освенцим в Польше, Мемориальный зал Нанкинской резни в Китае посвящённый памяти жертв Нанкинской резни, Музей геноцида «Туольсленг» в Камбодже, места восстания на Чеджудо в Республике Корея. Спирит-Лейкский центр для интернированных рядом с городом Ле Ферми в провинции Квебек связанный с интернированием канадских украинцев в 1914—1920. В США туристы имеют возможность посетить Мемориальный музей Холокоста в Вашингтоне получив «удостоверение личности, в которое заносятся их возраст и пол вместе с именем и фотографией настоящей жертвы Холокоста. На фоне зрительного воплощения, изображающего эскадроны смерти, мнимая жертва Холокоста вводит личный опознавательный номер на мониторе, как будто бы повторяя тот путь, что их настоящий человек».
В качестве мест для посещения туристами выступают кладбища: Пер-Лашез, Монпарнас, Новодевичье кладбище, Ваганьковское кладбище, Хайгейтское кладбище, Грин-Вуд, Иностранное кладбище, Карроумор.
Также местами для тёмного туризма могут выступать музеи посвящённые какому-то отдельному культурному явлению, связанному со смертью. Например расположенный в Новосибирске Музей мировой погребальной культуры.
На Бали «обряды связанные со смертью и похоронами были приспособлены к туризму […], где смекалистые предприниматели начинают проводить поездки на фургонах, как только узнают, что где-то кто-то умер».

## Критика

### Эксплуатация
Предприниматели могут играть на чувствах посетителей с целью увеличить прибыль. То, является ли туристическая достопримечательность познавательной или эксплуатационной устанавливается как управляющими, так и посетителями. Туристические операторы обуреваемые алчностью могут «выжимать ужас» или постоянно напоминать про трагедию с целью лучшего запоминания. В связи с этим Роднти Цанелли отмечает, что танатотуризм и трущобный туризм неразрывно связаны между собой, поскольку оба прилагают усилия на то, чтобы переосмыслить времяпрепровождение для финансовой элиты, которая не несёт ответственности за колонизационный произвол. Ореол особых туристов, очень важных лиц усиливает внимание к тому, чтобы «другие не имели такой же удачной возможности». Таким образом получается, что в даже в наши дни капитализм существенно снижает социальную мобильность стремясь сделать трудовые ресурсы неподвижными. В свою очередь Максимилиано Костанье подтверждает, что тёмный туризм служит в качестве идеологической основы для придания посетителям ореола превосходства над теми, кто оказался на краю жизни. Его главной посылом является утверждение о том, что национализм и туризм выступают в качестве дискурсивного орудия не позволяющего расшатать нацию. Под оболочкой травмы и страдания, у оставшегося в живым развивается завышенная самооценка, что ведёт к этноцентризму и шовинизму. В конце концов оставшиеся в живым утвердили доказательство смерти. Их неуязвимость часто сопровождается историями связанными с силой, судьбой, гордостью и мужеством. Это ощущение, в краткосрочной перспективе, помогает людям залечить раны после произошедшего стихийного бедствия, а позднее становится «железной клеткой», которая ставит с ног на голову причины и последствия произошедшего. Как следствие, те, кто виновен в свершившемся, ускользают.

### Дезинформация
Крис Хеджес отмечает, что «рассказ про Алькатрас представленный Службой национальных парков США» как «отбеливатель», поскольку «игнорирует дикость и несправедливость американской системы массового лишения свободы». Опуская сложные детали Хеджес указал на то, что парковая служба решила устроить «диснейфикацию».